# In Tenebris
Ne doit pas être confondu avec Lux Tenebrae.
In tenebris est un thriller de Maxime Chattam, publié en 2003 aux éditions Michel Lafon.
Ce livre, qui constitue le deuxième volume de la Trilogie du mal, remet en scène Joshua Brolin, personnage principal de l’opus L'Âme du mal. 
Le début du roman se déroule en janvier 2002 à New York et dans ses environs, pendant un hiver très enneigé. Une jeune femme traverse totalement nue en courant les rues de New York, comme si elle voulait fuir un danger imminent. Prise en main par la police, un examen médical montre qu’elle a été scalpée. Spécialisée dans les disparitions, l’inspectrice Annabel O’Donnel mène l’enquête avec l’aide de son collègue et non moins ami, Jack Thayer. Très vite, ils repèrent le bâtiment où était retenue captive la malheureuse. Annabel s’y précipite, se retrouve confrontée au tortionnaire, qu’elle blesse grièvement au cours d'une fusillade. La fouille des lieux met au jour les clichés de soixante-sept personnes signalées disparues depuis les dernières années. Annabel comprend que son enquête ne fait que commencer, elle détient peut-être la clé d'une succession massive d'enlèvements. Apparaît alors Joshua Brolin, à présent détective privé, engagé pour retrouver une jeune femme disparue, Rachel Faulet. Celui-ci propose à Annabel de joindre leurs efforts dans leurs investigations qui révèleront peu à peu de macabres indices.

## Personnages

### Policiers et enquêteurs
- Joshua Brolin : ancien policier spécialisé dans le profilage criminel, il est à présent détective privé. Engagé par le couple Faucet pour retrouver leur fille Rachel, il contacte Annabel O’Donnel, afin de proposer son aide dans l’enquête des disparitions massives. Joshua n’a pas changé : perspicace, tenace, il déploie des trésors d’intelligence dans sa traque des criminels.
- Annabel O’Donnel : inspectrice de police chargée de disparitions, elle est hantée par la disparition de Brady, son époux, survenue un an auparavant, maintenant malgré tout l’espoir de le retrouver. Courageuse, parfois à la limite de l’inconscience, elle prend à cœur l’enquête qui la mène sur la piste d’un groupe de trois personnes qui ont bâti une véritable entreprise d’enlèvements de personne. Elle donne très vite sa confiance à Joshua, comprenant que ce dernier n’a pour seul but que de retrouver Rachel.
- Jack Thayer : collègue et supérieur d’Annabel, dont il est très proche. Très compatissant envers elle depuis la mystérieuse disparition de son mari, il lui remonte le moral par ses plaisanteries et son comportement digne d’un grand frère protecteur. Il n’en reste pas moins un policier très efficace sur lequel Annabel peut en permanence compter.
- Niel Keel : agent du FBI, qui intervient sur la fin de l’enquête pour en obtenir seul les lauriers. Il mène l’opération d’encerclement de la maison de Robert Fairziak, au cours de laquelle ce dernier est abattu par les SWAT.
- Michael Woodbine : capitaine et chef du commissariat (precinct) de police dont dépend Annabel. Homme autoritaire, il n’en couvre pas moins ses effectifs, même lorsque Annabel commet l’imprudence d’entrer chez Lynch.
- Brett Cahill : inspecteur de police, il supervise les équipes qui investissent et fouillent les caches de Lynch et Shapiro. Il accompagne par la suite l’agent Keel, bien que n’approuvant presque pas ses méthodes.
- Fabrizio Collins : inspecteur de police, chargé d’identifier les personnes photographiées.
- Bo Attwel: inspecteur de police, formant le duo d’identification des victimes avec Collins.
- Sam Tuttle : shérif du comté de Montague, il amènera Jack et Annabel à la voie ferroviaire sur laquelle se trouve le wagon macabre.
- Eric Murdoch : shérif de la ville de Philipsburg. Il aide ponctuellement Annabel et Joshua.

### Victimes
- Julia Claudio : femme scalpée et violée trouvée dans les rues de New York.
- Rachel Faulet : jeune femme enceinte que recherche Joshua Brolin ; elle est séquestrée par le réseau criminel Caliban.
- Taylor Adams : adolescente de dix-sept ans enlevée par le réseau criminel Caliban ; une enveloppe a été épinglée sur sa poitrine avec un message à l’attention d’Annabel.

### Suspects et personnes recherchées
- Spencer Lynch : premier membre de la secte Caliban découvert par Annabel, alors qu’il avait enlevé et torturé Julia Claudio. Grièvement blessé par Annabel au cours d’une fusillade, il détient dans son antre des éléments d'information qui lancent l’enquête.
- Lucas Shapiro : le deuxième membre de la secte Caliban. Particulièrement cruel et sadique, il pousse sa sœur à étrangler une de ses victimes.
- Janine Shapiro : sœur de Lucas, complètement à la merci de celui-ci.
- Malicia Bents : une femme en lien direct avec « Bob », servant d'intermédiaire au sein du réseau criminel.
- Robert Fairziak, dit « Bob » : troisième membre de la secte Caliban, autrefois le « tueur du marais ». On découvrira qu'il était manipulé par le véritable chef de la secte Caliban

### Autres personnages
- Franklin Lewitt : prêtre de l’église d’où a disparu la jeune Meredith Powner. Interrogé par Joshua, il identifie Spencer Lynch.
- Mae Zappe : grand-mère d’Annabel, amatrice de vaudou, qui aidera Joshua en l’introduisant à la « Cour des Miracles ».
- Nemek : accompagnateur de Joshua dans la Cour des Miracles, mandaté par Mae Zappe.
- John Wilkes : ancien pompiste à la retraite habitant la ville de Clinton en Pennsylvanie. Par l’intermédiaire de son ami Arnold McGarth, il orientera Jack et Annabel sur une nouvelle piste, celle du wagon où sont entreposés une soixantaine de squelettes.
- Saphir : un gentil chien découvert par Joshua en fouillant l’ancien « temple » de la secte Caliban ; il devient très vite son fidèle compagnon.

## Résumé
Le roman est formellement divisé en trois parties, de longueurs différentes. Chacune d'elles correspond à l'arrestation de l'un des membres du réseau criminel « Caliban ».

### Prologue
Un avion explose au-dessus du Colorado le 12 avril 1997, tuant plus de trois cents personnes, dont Harvey Morris, agent du FBI. Morris était chargé de l'affaire dite du « tueur des marais », en Caroline du Nord. L’enquête est alors stoppée net.

### Première partie
Chapitres 1 à 7.
Janvier 2002. Julia Claudio, jeune femme d’origine hispanique, court à perdre haleine dans les rues de New York comme pour fuir un danger terrifiant. Totalement nue et traumatisée, elle est retrouvée dans un parc. La police constate qu’elle a été récemment scalpée et violée. Une étrange marque a été tatouée sur son épaule.
Informé de l’affaire, le lieutenant Jack Thayer appelle sa collègue Annabel O’Donnel, femme d’origine afro-américaine. Celle-ci souffre de la disparition inexpliquée de son époux Brady depuis décembre 2000. Annabel a une intuition sur le lieu de résidence du délinquant : la victime ayant subi l'ingestion d'un médicament spécifique, l'Ativan, elle en déduit que le bourreau achète ce médicament dans une pharmacie à proximité. Elle découvre assez rapidement l’endroit où la jeune femme était retenue prisonnière : un vieux bâtiment en travaux. Elle s’y introduit et y découvre une cachette dans laquelle elle se retrouve face à Spencer Lynch. Une fusillade éclate : Annabel blesse grièvement Spencer Lynch.
La fouille des lieux commence : soixante-sept photos de personnes diverses sont affichées sur un mur. Dans une baignoire flottent les restes de deux femmes. Enfin, sur un mur, un étrange psaume y est inscrit en latin, louant un certain « Caliban ».
Divers indices montrent clairement que Spencer Lynch n'était pas seul, qu'il était un « novice », recruté par des membres plus expérimentés d'un groupe de ravisseurs, violeurs et tueurs. Ce réseau criminel sera appelé dans les premiers temps « la secte Caliban ».

### Deuxième partie
Chapitres 8 à 36.
- Chapitres 8 à 20

Profondément meurtri lors du précédent épisode, L'Âme du mal, Joshua Brolin, ancien policier spécialisé dans le profilage criminel, a quitté la police pour devenir détective privé. Il a été engagé par les époux Faucet pour retrouver leur fille Rachel. Faisant un lien entre sa propre enquête et celle d’Annabel, Joshua se présente à elle afin de proposer son aide dans l’enquête des disparitions massives. Annabel le reconnaît rapidement, Joshua ayant fait la une des journaux après l’affaire Milton Beaumont à Portland. Elle accepte ainsi de l’aider et lui communique des informations sur les trois victimes de Spencer. Se mettant immédiatement au travail, Joshua n’établit cependant aucun point commun entre elles.
Prenant cette affaire de disparitions massives au sérieux, la police de New York se mobilise, dépêchant d’autres inspecteurs pour soutenir Jack Thayer et Annabel. Un nouvel indice est mis au jour : une carte postale à destination de Spencer Lynch. Il y est écrit un message initiatique à l'attention de Lynch, le défiant de trouver dans la famille John Wilkes un certain « JC 115 », dans un endroit proche du Delaware. L’auteur signe « Bob ». La police confirme que nombre de personnes sur les photos sont enregistrées dans le fichier des personnes disparues, certaines depuis plusieurs années. Les victimes sont des hommes et des femmes de tous âges et origines différentes. Enfin, l’examen médical de la survivante, Julia, indique qu’un étrange tatouage était écrit sur son épaule : « 67 – (3) ».
Joshua se focalise sur la première femme enlevée par Lynch : Meredith Powner. Il retrace son emploi du temps le jour de sa disparition : elle se rendait souvent dans une église où elle était très appréciée de son entourage. Sur les lieux, Joshua interroge alors le père Lewitt. Il apprend que Spencer s’asseyait toujours à la même place et ne rencontrait personne. Joshua attend alors d’être seul pour inspecter la place en question : il remarque des bouts de ruban adhésif sous un banc, indiquant que Spencer venait dans ce lieu de culte pour y chercher voire transmettre des messages. Il s'agit d'une « boîte aux lettres morte ».
Pendant ce temps, l’équipe d’Annabel identifie le motif graphique de la carte postale, Boonton, ville minière de l’État du New Jersey. Cette même carte postale révèle des traces de verre utilisé pour la fabrication de vitrail. 
Un nouveau et horrible meurtre est commis : le cadavre d’une femme gisant dans la neige est découvert dans la ville de Larchmont, à proximité de New York. Sur la nuque de la victime a été tracé un tatouage. Annabel et Jack se précipitent pour finalement confirmer ce qu’ils redoutaient : le corps a été mutilé au niveau génital. Mais un autre détail attire l’attention du coroner : des sarcomes de Kaposi, laissant supposer que la jeune femme avait le sida. L’analyse de ses parties génitales montre qu’elle a subi des violences sexuelles, l’autopsie confirmera même des actes de torture avant qu’elle ne soit étranglée par des mains de petite taille.
- Chapitres 21 à 29

La piste « Meredith Powner » ayant été suivie et ne donnant plus d'autres résultats que celui de la boîte aux lettres morte, Joshua souhaite rencontrer les codétenus de Spencer Lynch, lequel avait été emprisonné pendant quelques mois. Si l'un des codétenus est toujours incarcéré, un ancien codétenu a été libéré. Josha contacte un ami, Larry Salhindro, qui l’informe que Lynch avait partagé sa cellule avec Lucas Shapiro. Ce dernier est sorti de prison en liberté conditionnelle pour s’installer à New York. Il avait été condamné pour une affaire de viol. Shapiro, rencontré par Joshua, se montre peu loquace : il est devenu boucher et avait une piètre opinion de Spencer Lynch. Après cette entrevue, Joshua acquiert l'intime conviction que Lucas Shapiro est lié d'une façon ou d'une autre à la « secte Caliban ». Joshua prévient alors Annabel que dès que Shapiro partira travailler le lendemain, il ira rapidement fouiller sa maison. D’abord réticente, Annabel écoute finalement son instinct d’inspectrice : la piste de Joshua est crédible. Ils décident de faire cette « perquisition » (illégale) sans en avertir les collègues policiers d'Annabel.
Le lendemain Joshua met son plan à exécution. Profitant de l’absence de Shapiro et de sa sœur, il s’introduit dans la propriété, composée d’une maison et d’un hangar. Dans ce hangar se trouve un immense frigo de boucher où repose un cadavre humain. Joshua entre dans la maison et découvre que la sœur de Shapiro, Janine, vit sous la complète domination de son frère. Joshua met la main sur des cassettes audio qui ont enregistré les suppliques et les cris de personnes visiblement torturées par Shapiro, soulignant sa personnalité perverse et sadique. Joshua découvre une cachette secrète dans laquelle sont fixées les mêmes photos que chez Lynch, preuve absolue que Shapiro est mêlé aux disparitions. Enfin Joshua repère des notes manuscrites de Shapiro. L’une d’elles dévoile la hiérarchie de la secte dirigée par un mystérieux « Bob », Lynch et Shapiro étant ses lieutenants. Une seconde mentionne une facture concernant un « temple ».
Alors que Joshua Brolin fouille la maison, Annabel s’impatiente et décide d’entrer chez Shapiro pour enjoindre à Joshua de sortir. Elle passe d’abord dans le hangar et y aperçoit le cadavre. Mais Shapiro rentre de travail et aperçoit Annabel. Un échange de coups de feu a lieu : Shapiro s'enfuit. Entendant le coup de feu, Joshua sort immédiatement de la maison. Commence une véritable course poursuite dans les rues de New York. Shapiro blesse légèrement Annabel, mais il est finalement abattu par Joshua. Ce dernier efface toutes les traces pouvant révéler sa présence et celle d'Annabel sur les lieux.
- Chapitres 30 à 36

Une fois son cadavre découvert, la maison de Shapiro est immédiatement perquisitionnée par la police qui croit qu’il a été abattu dans un règlement de comptes, peut-être par « Bob », le chef présumé de la secte satanique. Les découvertes de Joshua et Annabel deviennent autant de preuves qui permettent à l’enquête de progresser. La sœur, Janine Shapiro, est interpellée, mais elle ne répond pas aux questions des enquêteurs. La taille de ses mains la trahit : c’est bien elle qui a étranglé la malheureuse junkie séropositive.
Pour sa part, Jack Thayer souhaite suivre la piste du message contenant dans la carte postale retrouvée chez Lynch, qui évoque notamment un certain « John Wilkes ». Plusieurs personnes portent cette identité, dont l'une réside non loin de New York. Il décide de rencontrer l'homme avec Annabel. Ils se rendent à Clinton, dans le New Jersey. Pompiste retraité, celui-ci affirme n'avoir aucun un membre de sa famille dont les initiales du prénom sont « JC ». Mais il fournit une indication importante : « John Wilkes » est aussi le nom d’un train, lequel a été retiré du service depuis 40 ans. Ceci est confirmé par un de ses amis : le train « John Wilkes » fut en service de 1939 à 1961, et la mention « JC 115 » signale le 115e kilomètre du trajet Phillipsburg / Jersey City. Une carte géographique de la région montre que ce point se situe dans les Skylands, près du fleuve Delaware. La voie ferrée est aujourd'hui abandonnée.
Annabel et Jack se précipitent à l'extrême nord-ouest du New Jersey, dans le comté qui contient ce lieu géographique ; il s'agit du comté de Montague. Arrivés sur place, ils sollicitent l’aide du shérif local, Sam Tuttle, qui les y conduit, en dépit des épouvantables conditions météorologiques. Ils arrivent non sans mal à ce point, où ils découvrent, dans un tunnel, un wagon abandonné qu’ils ouvrent aussitôt. L'engin contient une soixantaine de squelettes abandonnés, offrant un spectacle macabre de mort.

### Troisième partie
Chapitres 37 à 75, et épilogue.
- Chapitres 37 à 68

Au moment où Thayer et O’Donnel, horrifiés, tombent nez à nez avec le charnier dans le wagon, Joshua s’active toujours autant à New York. Il retrouve l’auteur de la facture manuscrite : il s’agissait d’un homme peu scrupuleux qui louait un entrepôt désaffecté à Shapiro dans le quartier Red Hook, qu’il va immédiatement visiter et inspecter. Il ramasse un petit bout de papier qui parle de la Cour des Miracles à New York, où s’est rendu Bob en compagnie d’une personne nommée Malicia Bents. Une silhouette bouge dans le dos de Joshua : il s’agit d’un brave chien totalement inoffensif, immédiatement adopté par le détective qui le baptise Saphir.
L’esprit secoué, Annabel revient à New York, elle est tirée de son sommeil par l’inspecteur Cahill. Il lui annonce qu’une jeune femme nue a été retrouvée non loin du wagon, une enveloppe destinée à Annabel épinglée à son mamelon. La jeune femme, Taylor Adams, avait été enlevée, elle a été libérée par Bob, son bourreau. Le message dans l’enveloppe est sans ambiguïté : il intime Annabel d’arrêter son enquête, sinon Bob exécutera les personnes qu’il détient. Il joint à ce message une photo d’une famille qu’il vient récemment d’enlever : un couple et leurs trois enfants.
L’identification des squelettes dans le wagon commence, certaines des personnes disparues en font partie. Joshua vit désormais dans la crainte que Rachel soit parmi elles, mais il ne relâche pas ses efforts, voulant identifier Malicia Bents. Son ami Larry lui confirme qu’elle est inconnue, mais elle est sous le coup de poursuites par l’US Postal, le service des postes américaines. Cette mystérieuse inconnue recevait des paquets qui contenaient des organes humains. Mais son expéditeur n’existait pas, tous les paquets étaient cependant expédiés depuis Phillipsburg. 
Annabel rentre à New York, très fatiguée. Joshua lui parle de ses dernières avancées, Annabel lui propose alors de le présenter à Mae Zeppa, sa grand-mère qui semble connaître la Cour des Miracles. Joshua accepte et se rend chez elle. Mae Zeppa accepte de le faire entrer dans la Cour des Miracles, en le confiant à Nemek. Pendant ce temps, Annabel contacte le shérif Murdoch du comté de Warren pour y poursuivre son enquête. De nouveaux éléments indiquent que la petite ville de Philipsburg contient la clé de l’énigme : elle était le point de départ de l’ancienne ligne ferroviaire ; les premières disparitions s’y sont d'ailleurs déroulées.
Retournant chez elle, Annabel découvre un peu plus tard qu’elle a été visitée pendant qu’elle se douchait. Le mystérieux Bob lui a laissé une cassette de caméscope, qu’il a enregistrée peu de temps avant, alors qu’Annabel se lavait. Il lui laisse un message avec des phalanges qu’il a coupées de la main d’un enfant, afin de se venger de la découverte du wagon.
Le FBI entre alors dans l’affaire, l’agent Keel en est chargé. Il se concentre sur Janine, qui finit par craquer. Elle indique que son frère avait eu un rendez-vous avec Bob, qu’elle n’a jamais vu. Keel fouille alors dans les affaires de Shapiro et découvre l’endroit de la rencontre, un bar à la ville de Montague. Bob est alors démasqué : Robert Fairziak, connu pour être le tueur du marais en Caroline du Nord. Un agent du FBI enquêtait sur lui, mais l’avion qui le transportait explosa en vol quelques années auparavant. L’intervention des SWAT se solde par la mort de Fairziak, qui avoue dans son dernier souffle qu’il avait mangé les personnes qu’il avait kidnappées. La fouille de la maison confirme ce fait macabre : une famille est prisonnière dans le sous-sol, un petit garçon ayant des doigts sectionnés. Il s’agit de la famille enlevée quelques jours plus tôt.
Guidé par Nemek, Joshua entre dans le labyrinthe des sous-sols de New York et parvient à la Cour des Miracles, lieu où nombre d’informations circulent tant qu’on y met l’argent. Il parvient à mettre au jour les véritables intentions de Bob : il vend des organes humains. Soudoyant un faussaire, Joshua découvre enfin qui est Malicia Bents : un homme déguisé en femme, qui plus est, travaille dans la police. Joshua comprend que Bob n’est pas le vrai Caliban, une quatrième personne se cache derrière lui. Toute cette affaire semble cacher un trafic d’organes humains. Caliban a littéralement manipulé ses acolytes en se faisant passer pour un dieu. Joshua saisit le sens du faux nom Malicia Bents, il s'agit d'une autre anagramme en anglais : « Caliban, it’s me ». 
- Chapitres 69 à 75

- Épilogue

Annabel et Joshua se séparent à l’aéroport LaGuardia, le cœur lourd, tout en se promettant de se revoir. Beaucoup de choses les rapprochent, ils l’ont chacun compris pendant ces quelques jours de coopération. Chacun d'eux se retrouve avec sa propre solitude.

## Autour du roman
Toute l’intrigue du roman repose sur le cannibalisme et l'anthropophagie. 
Des affaires de cannibalisme ont défrayé la chronique :
- L’affaire Issei Sagawa suscita l’émotion en France en 1981 : ce Japonais d’une trentaine d’années tue une jeune néerlandaise, Renée Hartevelt, la découpe et la mange petit bout par petit bout ;
- En 2001, dans la ville de Rotenburg (Allemagne), un cannibale, Armin Meiwes, est arrêté après avoir tué une victime consentante pour manger son sexe. Il avait soigneusement découpé d’autres morceaux de son corps afin de les conserver ;
- En janvier 2006, la Suède est ébranlée par l’affaire Lennart Personn : cet homme est arrêté après avoir tué ses deux sœurs. Après avoir bu leur sang, il a mangé une partie du corps de l’une d’elles. La violence des deux meurtres fut équivoque : Anna Norell et Camilla Lifvendhal  furent chacune poignardées par plusieurs dizaines de coups de couteau.

Parmi les œuvres traitant du cannibalisme vient au premier rang le film culte Le Silence des agneaux, oscar du meilleur film 1991. Le film est l’adaptation du livre de Thomas Harris mettant en exergue le personnage du docteur Hannibal Lecter, psychiatre cannibale.